# Rosacatarre
Le rosacatarre o rosachitarre sono dolci tipici molisani e lucani riconosciuti come PAT.
In Molise sono diffusi in particolar modo della città di Larino in provincia di Campobasso. Sono solitamente preparati per le festività Natalizie insieme ai Caragnoli.
In Basilicata sono maggiormente diffusi nell'area del Pollino e prodotti tutto l'anno, con punte massime nel periodo di Natale, Pasqua e Carnevale.
Il nome deriva dalla forma: si tratta di strisce di pasta a base di farina, uova e olio che vengono avvolte su se stesse ad imitare i petali della rosa, quindi vengono fritte e intinte nel miele bollita (od in alcune cucine una mescola di miele e acqua, per un sapore meno zuccherato).